# 世界経済フォーラム第四次産業革命日本センター
世界経済フォーラム第四次産業革命日本センター（英： World Economic Forum Centre for the Fourth Industrial Revolution Japan）は、2018年７月2日、世界経済フォーラム、経済産業省（METI）、一般財団法人アジア・パシフィック・イニシアティブによる合弁組織として設立された組織。テクノロジーを統御し、社会課題の解決に最大活用するためのルールづくりと実証を推進する国際官民プラットフォーム「世界経済フォーラム第四次産業革命センター」（本拠点：サンフランシスコ）が海外に展開した初のグローバル拠点でもある。 
日本センターではデータガバナンスを第四次産業革命の中核の課題として位置づけており、国境、個人・企業間の垣根を超えた自由なデータ流通・利用が信頼できる環境を整備することを目指している。具体的な取り組みとして、ヘルスケアデータ政策、アジャイルガバナンス、スマートシティ、モビリティ、フードテックに関するプロジェクトをさまざまな企業や行政と連携しながら推進している。

## 歴代センター長
- 須賀千鶴（初代）
- 山室芳剛（2021年7月～）

## 組織
2020年6月現在、15社のパートナーと提携している。
- アイシン精機（現:アイシン）
- 日本電気
- サントリーホールディングス
- セールスフォース
- SOMPOホールディングス
- 武田薬品工業
- デンソー
- トヨタ自動車
- 日立製作所
- マッキンゼー・アンド・カンパニー
- 三菱ケミカルホールディングス
- 森ビル
- 堀場製作所
- エーザイ
- 日本電信電話（NTT）

## 活動

### データガバナンス

#### 目的
国境を越えたデータ流通の障壁を取り除き、社会全体の利益を実現させることを目的とし、プライバシー、セキュリティ、アクセス権限などのあらゆる側面からマルチステークホルダーで討議する場をつくっている。

#### 具体的取り組み
2018年11月にデータポリシー・ダイアログを主催し、データ・ガバナンスこそが第四次産業革命における最も重要な課題であると位置付けるべきであると提唱している。データの越境流通を促進するための骨格として、「データフリーフローウィズトラスト（Data Free Flow with Trust, 信頼性のある自由なデータ取引）」を提示しており、国境を越えた自由なデータ流通（Cross Border Data Flows）、個人・企業・都市間の自由なデータ取引市場（Data for Common Purpose Initiative, DCPI）、規制・ルールのアップデートによる信頼の再設計によって構成されるとしている。2020年6月には国際官民プロジェクトとしてホワイトペーパー「DFFT：自由かつ信頼しうるデータフローへの道筋」の発行を主導した。同年にダボスで開催された年次総会では、セッション「Building Trust in Data Flows」を実施。8月にはDCPIが始動し、グローバル・コミュニティの形成とともに、データ取引・データ流通市場についての実用的なモデル設計を推進している。
出版物：
- 「DFFT (Data Free Floe with Trust): 信頼性のある自由なデータ流通」（ブログ、2020年11月4日）[2]
- 「グローバル・サイバースペースでの信頼を構築するための行動計画」[3]

### ヘルスケアデータ政策

#### 目的
認知症および高齢疾患の予防と、生活の質の向上に向けたデータガバナンスの枠組みを構築することを目的とし、医療およびライフスタイル・データを最大活用できる枠組みの構築を通してデータガバナンスの課題の解決を目指している。 

#### 具体的取り組み
国民皆保険を基盤としたデータを活用し、認知症などの早期発見に役立てることを目指している。データガバナンスのモデルとしては「APPA（Authorized Public Purpose Access）：社会的合意に基づく社会的合意に基づく公益目的のデータアクセス」を提唱している。医学医療の発展や公衆衛生の向上など特定の公的な目的のためであれば、必ずしも明示的な個人同意によることなく個人の人権を別の形で保証し、データへのアクセスを許可するモデルである。これにより、児童虐待の防止やがん以外の持病へのレジストリーの拡張などが実現できるとしている。
出版物：
- 「ウィズ・コロナ時代に安全な国境往来を・世界共通のデジタル証明「コモンパス」」（ブログ、2020年10月30日）[4]
- 「「同意か、匿名化か」を超えて：接触追跡アプリが示唆する新しいデータガバナンスモデルの必要性」（ブログ、2020年9月18日）[5]
- 「APPA（社会的合意に基づく公益目的のデータアクセス）：ウェルビーイングとイノベーションに向けたデータフローの信頼構築」（白書、2020年1月17日）[6]
- 「A new data governance model for contact tracing: Authorized Public Purpose Access」(Global Agenda, 12 August 2020）[7]
- 「Answering key data governance questions raised by COVID-19」（Global Agenda, 19 May 2020）[8]

### スマートシティ

#### 目的
地方自治体、中央政府、民間のパートナー、住民と協力し、テクノロジーを活用した社会課題の解決を街づくりのなかに組み込み、運用における透明性、開示性、システムの相互運用性確保を支援している。また、G20 Global Smart Cities Alliance for Technology Governanceの事務局を担当している。

#### 具体的取り組み
G20 Global Smart City Allianceの取り組み。
- 日本のG20議長国としての立場を活かし、公共財としてのデータ・ガバナンスを推進するため、2019年にB20、U20、G20貿易・デジタル経済大臣会合から支持を得、設立を実現した。
- 各都市による共通基準に沿った連携や、新しいテクノロジーを管理するための新たな規制枠組の共同設計を推進している。

出版物：「競争から協調へ向かうスマートシティ」（ブログ、2020年10月15日）

### モビリティ

#### 目的
- 既存の公共交通網の維持が難しい地域において、より持続可能なモビリティの仕組みを構築することを目的としている。
- 日本の地方では高齢化と過疎化が進んでおり、従来の公共交通網を維持できなくなっていることを問題の出発点とし、デジタル化やその他のテクノロジーの発展によってもたらされる機会を活用することで都市、郊外、そして地方における輸送を一体的に改善することを目指す。

#### 具体的取り組み
- モビリティでのデータ活用によるイノベーションの基礎となる仕様の定義、政府、交通事業者、自動車メーカー、スタートアップ、市民による協調的な問題解決に資する持続可能なモビリティの仕組みの提示、自動運転技術の規制に向けた知見の蓄積を目指している。
- 「公共交通持続性インデックス」を策定し、新たなモビリティの仕組みを優先的に導入すべき地域の定義に寄与すると共に、地方自治体が事前に手を打つことができるよう議論の活性化のサポートに取り組んでいる。
- 人口減少が進む地域で持続的な公共交通を実現するための要件や、問題対処の型を明らかにすることで、都市に合った課題解決の方向性の提示に取り組んでいる。

出版物：
- 「地方におけるモビリティのラストマイルー庄原市現地視察報告」（ブログ、2020年10月30日）[10]
- 「日本と世界における地方モビリティの変革」（白書、2020年1月16日）[11][12]

## 沿革

### 世界経済フォーラム第四次産業革命センター（サンフランシスコ）
- 2017年３月、世界経済フォーラムがテクノロジーを統御し、社会課題の解決に最大限活用するためのルールづくりと実証を推進する「官民プラットフォーム」として、サンフランシスコに「第四次産業革命センター」を設立した。
- 2018年7月に日本センター設立後、中国とインドにグローバルセンター、中東、南米、北欧、アフリカ等に提携センターを設置し、世界30か所にパートナー政府・機関のネットワークを拡大している。

### 世界経済フォーラム第四次産業革命センター日本センター（東京）
- 2018年7月2日、世界経済フォーラム、経済産業省（METI）、一般財団法人アジア・パシフィック・イニシアティブの連携により創設された。

## グローバル・テクノロジー・ガバナンス・サミット（GTGS）
- グローバル・テクノロジー・ガバナンス・サミット (英: Global Technology Governance Summit、GTGS）は、第四次産業革命の活用と統御に焦点を当てた国際会議。世界経済フォーラムが主催する。
- 新たなテクノロジーの責任ある設計と実装を、国際的な官⺠連携を通じて実現することを目的とする。明確な目的を持ってテクノロジー活用を統御することにより、権力の乱用、偏見、格差、排除といった負の側面への対策を含めた新たなガバナンスモデルの構築を目指す。世界最大のマルチステークホルダー会議として、政府、企業、市民社会、スタートアップ、学界を代表する意思決定者が一堂に会し、グローバル・テクノロジー・ガバナンスを人間中心のアプローチとして捉え、産業の転換、政府の変革、最先端技術の導入などに関する議論と社会実装を促進する。
- 同サミットの議論には、5つの大陸で活動する400以上の政府、企業、学術機関、国際機関で構成された第四次産業革命センター（C4IR）ネットワークの活動と成果が集約される。
- 第1回は世界経済フォーラムと日本政府が主催し、2021年4月6-7日にオンラインで開催された。[13][14]